# Sauromalus hispidus
Sauromalus hispidus — вид ящірок родини ігуанових, ендемік острова Анхель-де-ла-Гуарда (острів Ангел-охоронець) у Каліфорнійській затоці. Цей вид був перевезений на інші острови племенем Сері як потенційне джерело їжі.

## Опис
Ця ігуана є другим за величиною видом, досягаючи 44 см у довжину тіла та 64 см в загальну довжину, і важить до 1,4 кг. Його вважають гігантським видом, оскільки він у два-три рази більший за своїх материкових побратимів. Колір його тіла темно-коричневий з поперечними чорними смугами, які з віком стають темно-коричневими або чорними.

## Дієта
Ці ігуани воліють жити в лавових потоках і скелястих районах з закутками і щілинами, доступними для відступу в разі загрози. Ці території зазвичай вкриті креозотовим кущем і кактусами чолла, які складають основну частину їхнього раціону, оскільки тварина в основному травоїдна. Харчуються S. hispidus також листям, плодами і квітами однорічних і багаторічних рослин; комахи є додатковою здобиччю, якщо їх взагалі їдять.

## Поведінка
Нешкідливі для людини, ці ящірки, як відомо, тікають від потенційних загроз. Коли турбують, тварина свої легені, розтягує своє тіло і вклинюється в тісну тріщину скелі.
Самці сезонно й умовно територіальні. Велика кількість ресурсів має тенденцію до створення ієрархії, заснованої на розмірі, з одним великим самцем, який домінує над меншими самцями в цій області. S. hispidus захищають свою територію та спілкуються один з одним, використовуючи комбінацію кольорів і фізичних проявів, а саме «віджимання», махання головою та роззявлення рота.
S. hispidus є денними тваринами , і оскільки вони екзотермічні, проводять більшу частину свого ранку та зимових днів, гріючись. Ці ящірки добре пристосовані до умов пустелі; вони активні при температурах до 39 °C.
Парування відбувається з квітня по липень, з червня по серпень відкладають від п’яти до 16 яєць. Яйця вилуплюються наприкінці вересня.